# Пол Хоровиц
Пол Хоровиц (рођен 1942. године) је амерички физичар и инжењер, најпознатији по својој улози у потрази за ванземаљским животом (СЕТИ пројекат).

## Биографија
Са 8 година, Хоровиц је постао најмлађи  аматерски радио оператер у свету. Студирао је физику на Харварду (дипломирао 1965.; магистрирао 1967.; докторирао 1970. године). Радио је као биофизичар и експериментисао са коришћењем протона и Х-зрака за рендгенско снимање. Захваљујући његовој љубави према примењеној електроници је направио много изума, укључујући и аутоматизовану машину за гласање и звучним механизам за детекцију мина. Предавао је практични курс електронике на Харварду 1974. године, када је написао најпознатији приручник за ову област.
Хоровиц је био један од пионира у потрази за интелигентним животом изван Земље, као и један од покретача СЕТИ пројекта. Овај рад му је донео доста похвала, али и критика. Биолог, Ернст Мајр га је оштро критиковао за траћење ресурса универзитета и напоре студената. Карл Сејган је бранио његов рад и исказивао да су многи биолози и биохемичари подржавали СЕТИ.
Верује се да је Хоровиц био инспирација за главног јунака Сејгановог романа, Контакт.
Хоровиц је водио МЕТА и БЕТА СЕТИ пројекте. Он и Сејган су изјавили да су у току пројекта МЕТА открили 37 сигнала који се не могу позитивно индентификовати, што значи да је могуће да су их послале друге цивилизације ван Земље.
Хоровиц је редовни професор Харвардског универзитета на катедрама за физику и електротехнику. Он је такође био члан саветодавне групе Јасон одбрана.

## Дела
Horowitz, Paul & Hill, Winfield (1989). The Art of Electronics. Cambridge University Press. ISBN 978-0-521-37095-0.